# Soneto 34
| «» Soneto 34 |
| --- |
| Why didst thou promise such a beauteous day, And make me travel forth without my cloak, To let base clouds o'ertake me in my way, Hiding thy bravery in their rotten smoke? 'Tis not enough that through the cloud thou break, To dry the rain on my storm-beaten face, For no man well of such a salve can speak, That heals the wound, and cures not the disgrace: Nor can thy shame give physic to my grief; Though thou repent, yet I have still the loss: The offender's sorrow lends but weak relief To him that bears the strong offence's cross. Ah! but those tears are pearl which thy love sheds, And they are rich and ransom all ill deeds. |
| –William Shakespeare |

Soneto 34 foi escrito por William Shakespeare e faz parte dos seus 154 sonetos. É o segundo da série que termina no Soneto 36, sobre um indeterminado pecado que o amor do eu-lírico lhe cometeu. 

## Traduções
Na tradução de Thereza Christina Rocque da Motta,
Por que me prometeste um dia tão belo
E me fizeste viajar sem meu manto,
Deixando que nuvens baixas cobrissem meu caminho,
Ocultando tua bravura em seu lacerado fumo?
Não basta que irrompas as nuvens
Para enxugar a chuva em meu rosto abatido,
Pois nenhum homem poderá dizer uma oração
Que cicatrize a ferida sem curar a desgraça.
Nem poderá tua vergonha revelar minha dor;
Embora te arrependas, ainda assim perderei;
A tristeza do ofensor pouco alivia
Aquele que carrega a pesada cruz da ofensa.
Ah, mas as lágrimas são pérolas que o teu amor verte;
Elas são valiosas, e resgatam todos os males.